# Сергей Илюшин
Сергей Владимирович Илюшин (на руски: Серге́ѝ Владимирович Илью́шин) е руски авиоконструктор. Началник е на Централно конструкторско бюро (ЦКБ) от самото му създаване през 1933 г. През септември 1935 г. ЦКБ е преобразувано в Опитно конструкторско бюро (ОКБ), а Илюшин става главен конструктор.

## Биография и дейност
Сергей Илюшин е роден в Дилялево, Вологодски район. През 1914 г. постъпва в руската имперска армия, а оттам преминава във въздушното крило и получава сертификат за пилот през 1917 година. След Октомврийската революция се присъединява към Червената армия, а през 1922 г. започва да учи във Военновъздушната инженерна академия „Николай Жуковски“.
След завършването си през 1926 г. работи като главен дизайнер в различни авиационни институти, в това число ЦАГИ. През 1935 г. оглавява ОКБ „Илюшин“, а три години по-късно претърпява авиационен инцидент по време на пътнически полет, който му оставя траен белег на челото.
Под негово ръководство са създадени едни от най-успешните военни и граждански самолети на Съветския съюз, сред които Ил-2, Ил-28, Ил-12, Ил-62 и Ил-86. За своя принос и труд е удостоен три пъти със званието Герой на Социалистическия труд
, неколкократно с орден „Ленин“ и редица други награди.
Сергей Илюшин умира през 1977 година в Москва.